# Хлодвиг IV
Хлодвиг IV (III) (на френски: Clovis IV; на немски: Chlodwig III, Chlodowech, * 678; † 695) от династията Меровинги, е крал на франките през 690/691 – 695 г.

## Биография
Той е син на Теодорих III и на Клотилда от Ерстал (или Хродехилда, наричана Дода; * 660, † 3 или 5 юни 694), която е дъщеря на австразийския майордом Анзегизел и Бега, която е дъщеря на австразийския майордом Пипин Ланденски и Ита, и сестра на Пипин Ерсталски. Брат е на Хилдеберт III.
Хлодвиг наследява на деветгодишна възраст (като „parvulus“) всичките три кралства на баща си Неустрия, Австразия и Бургундия, и майка му поема регентството до смъртта си през 694 г. Истинският управител е обаче майордом Пипин Ерсталски (Пипи Дългото Чорапче).
Хлодвиг е женен за Танахилда. Погребан е в базиликата Сен Дени. На трона го наследява брат му Хилдеберт III Справедливи.